# گیسوکمند تا ابد
گیسوکمند تا ابد (به انگلیسی: Tangled Ever After) یک فیلم کوتاه پویانمایی رایانه‌ای سه بعدی آمریکایی محصول سال ۲۰۱۲ به نویسندگی و کارگردانی ناتان گرنو و بایرون هاوارد است. این فیلم دنباله‌ای بر فیلم گیسوکمند از استودیو انیمیشن والت دیزنی است که در سال ۲۰۱۰ منتشر شد. این فیلم در ۱۳ ژانویه ۲۰۱۲ پیش از اکران مجدد سه‌بعدی دیو و دلبر در سینماها و در کانال دیزنی و پس از نمایش شاهدخت و قورباغه در ۲۳ مارس ۲۰۱۲ نمایش داده شد. این فیلم کوتاه بعداً در پاییز ۲۰۱۲ به عنوان یک ویژگی اضافی در نسخه الماس سیندرلا گنجانده شد و همچنین سه سال بعد در مجموعه فیلم‌های کوتاه بلوری استودیوی انیمیشن والت دیزنی در ۱۸ اوت ۲۰۱۵ منتشر شد. گیسوکمند تا ابد همچنین به عنوان یک بارگیری مستقل در آی‌تیونز در دسترس است.
داستان فیلم تقریباً ۲ سال پس از وقایع گیسوکمند و مجموعهٔ سه فصلی تلویزیونی ماجراجویی راپانزل گیسوکمند، از فیلم تلویزیونی گیسوکمند: پیش از تا ابد، که پس از این فیلم منتشر شدند، آغاز می‌شود.
پادشاهی در حال و هوای جشن است و برای عروسی سلطنتی راپانزل و یوجین فیتزربرت آماده می‌شود. با این حال، آفتاب‌پرست پاسکال و اسب ماکسیموس حلقه‌های ازدواج را گم می‌کنند و باعث می‌شود که یک جستجوی دیوانه‌وار برای بازیابی آن‌ها آغاز شود.
گرنو و هوارد پس از تقاضای عمومی فیلم را شروع کردند. از جمله صداپیشگان فیلم می‌توان به مندی مور، زکری لی‌وای و مت نولان اشاره کرد.

## داستان
تمام پادشاهی برای ازدواج راپانزل با یوجین آماده می‌شود. مهمانان متعددی از جمله پدر و مادر تولد راپانزل، پادشاه و ملکه، اراذل میخانه و برادران استابینگ‌تون حضور دارند، در حالی که دوستان حیوان آنها پاسکال، آفتاب‌پرست، و ماکسیموس، یک اسب، به ترتیب به عنوان پسر گل و حامل حلقه خدمت می‌کنند. درست همان‌طور که راپانزل موقهوه‌ای به همراه پدرش سفر خود را در راهرو تکمیل می‌کند تا با یوجین متحد شود، ماکسیموس که حلقه‌های ازدواج را روی بالشی در دهان خود حمل می‌کند، به یکی از گلبرگ‌های پاسکال واکنش نشان می‌دهد و عطسه می‌کند. حلقه‌ها را از راهرو بیرون می‌کنند و به خیابان‌های شهر می‌روند.
پاسکال و ماکسیموس در حالی که راپانزل و یوجین سوگندهای عروسی خود را می‌گویند، یواشکی از کلیسای کوچک بیرون می‌روند. پس از تعقیب حلقه‌ها در سراسر پادشاهی و برخورد با موانع متعدد در مسیر، آنها در نهایت موفق می‌شوند آن‌ها را از دسته‌ای از کبوترهای در حال پرواز بدست آورند و در این فرایند با یک کارخانه قیر برخورد می‌کنند. پاسکال و ماکسیموس درست زمانی که اسقف حلقه‌ها را می‌خواهد، به کلیسای کوچک برمی‌گردند. اگرچه راپانزل و یوجین از ظاهر پوشیده از قیر شوکه شده‌اند، با این وجود حلقه‌های خود را رد و بدل می‌کنند و یک بوسه به اشتراک می‌گذارند. ماکسیموس که از تلاش‌های قبلی خود خسته شده‌است، می‌نشیند، کیک عروسی را که روی چرخ‌ها قرار گرفته تکان می‌دهد و باعث می‌شود که در راهرو شروع به حرکت کند.

## قالب
- مندی مور در نقش پرنسس راپانزل، قهرمان اصلی فیلم
- زکری لی‌وای در نقش یوجین فیتزربرت، دزد سابق که عاشق راپانزل می‌شود.
- الن داله در نقش کشیش
- پل اف. تامپکینز در نقش اوباش کوتاه قد
- کاری والگرن در نقش ملکه آریانا
- مارک آلن استوارت در نقش کفترباز
- بایرون هاوارد در نقش لنترن رانگلر / آشپز (صدا)
- ناتان گرنو در نقش ماکسیموس / گارد / برادران استابینگتون
- فرانک ولکر در نقش پاسکال
- مت نولان در نقش فراخوان‌کننده ماهی‌تابه

## رسانه خانگی
گیسوکمند تا ابد اولین بار در ۲ اکتبر ۲۰۱۲ در سیندرلا: نسخهٔ الماس منتشر شد. بعداً در قالب بلوری در کلکسیون فیلم‌های کوتاه استودیوهای انیمیشن والت دیزنی در ۱۸ اوت ۲۰۱۵ منتشر شد.